# Lophotaspis orientalis
Lophotaspis orientalis är en plattmaskart som beskrevs av Johannes Faust och Tang 1936. Lophotaspis orientalis ingår i släktet Lophotaspis och familjen Aspidogastridae. Inga underarter finns listade i Catalogue of Life.